# Brachystegia

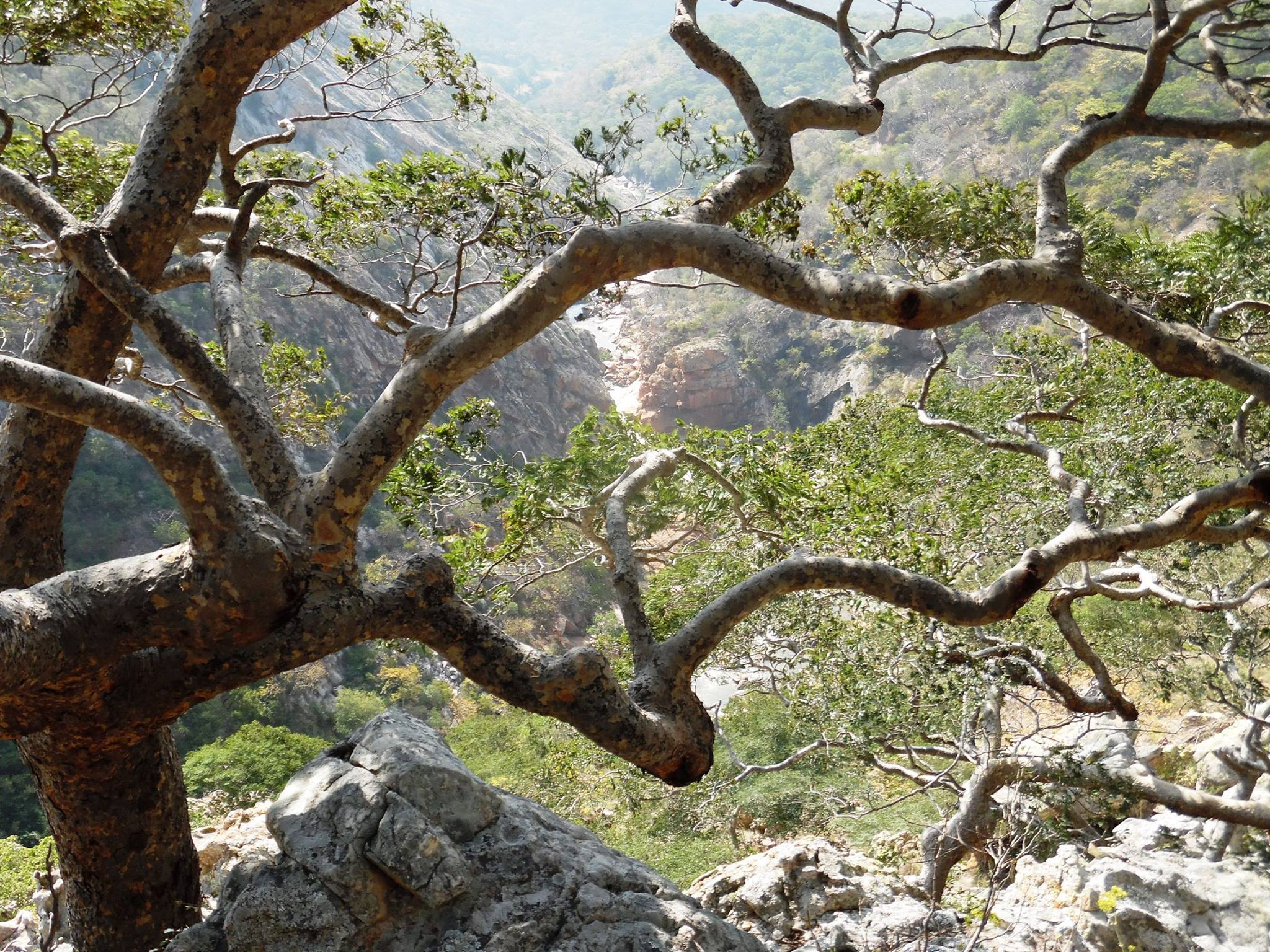
Brachystegia tamarindoides

Brachystegia é um género botânico pertencente à família das Fabáceas.

## Etimologia
Quanto ao nome científico, o nome genérico, Brachystegia, provém de uma aglutinação dos étimos gregos clássicos, βραχύς (braquis), que significa «curto, pequeno» e στέγος (stégos), que significa «telhado, cobertura», por alusão às flores das espécies deste género, que são pequenas e não contam com cálice.

## Espécies
- Brachystegia allenii Burtt Davy & Hutch
- Brachystegia angustistipulata De Wild
- Brachystegia bakeriana Burtt Davy & Hutch
- Brachystegia bequaertii De Wild
- Brachystegia boehmii Taubert
- Brachystegia bussei Harms
- Brachystegia cynometroides Harms
- Brachystegia eurycoma Harms
- Brachystegia floribunda Benth
- Brachystegia glaberrima R. E. Fries
- Brachystegia glaucescens Burtt Davy & Hutch
- Brachystegia gossweileri Burtt Davy & Hutch
- Brachystegia kalongensis De Wild (Provvisorio)
- Brachystegia kennedyi Hoyle
- Brachystegia laurentii Hoyle
- Brachystegia leonensis Burtt Davy & Hutch
- Brachystegia longifolia Benth (Provvisorio)
- Brachystegia luishiensis De Wild (Provvisorio)
- Brachystegia lujae De Wild
- Brachystegia manga De Wild
- Brachystegia microphylla Harms
- Brachystegia mildbraedii Harms
- Brachystegia nigerica Hoyle & A. Jones
- Brachystegia puberula Burtt Davy & Hutch
- Brachystegia russelliae I. M. Johnstone
- Brachystegia spiciformis Benth
- Brachystegia stipulata De Wild.
- Brachystegia subfalcato-foliolata De Wild. (Provvisorio)
- Brachystegia tamarindoides Benth.
- Brachystegia taxifolia Harms
- Brachystegia torrei Hoyle (Provvisorio)
- Brachystegia utilis Burtt Davy & Hutch.
- Brachystegia wangermeeana De Wild.
- Brachystegia zenkeri Harms (Provvisorio)